# لولوبة سونية
لولوبة سونية (الاسم العلمي: Spiranthes sunii) هو نوع نباتي يتبع جنس اللولوبة من فصيلة السحلبية.